# دوماراز (استان پومرانی)
دوماراز (به لهستانی:  Domaradz) یک روستا در لهستان است که در گمینا دامنگتسا واقع شده‌است. دوماراز ۲۵۷ نفر جمعیت دارد.